# アラブ連合
アラブ連合（ - れんごう）とは、統一されて独立したアラブ国家の樹立をイギリス帝国がアラブ人に約束したフサイン＝マクマホン協定などに初めて使用された用語であり、その実現が後のサイクス・ピコ協定によって不可能となって以降のアラブ人は、ガマール・アブドゥル＝ナーセルがエジプト、アラブ首長国連邦、チュニジア、リビア、イラク、シリア、ヨルダン、スーダン、北イエメンなどのアラブ諸国と複数回に亘ってアラブ連邦国家の樹立を試みるなど、アラブ連合の実現を目指して来た。
2004年にエジプトのカイロで開かれたアラブ連盟首脳会議においてイエメン大統領アリー・アブドッラー・サーレハは、政治的な主体としても地理的な主体としても今よりも強力になることができ、世界的な問題にも対応できる能力を得られるとして、アラブ連盟の後継としてのアラブ連合の創設を提案した。しかしながら、この提案は、首脳会議のアジェンダに盛り込まれるまでに至らなかった。しかし、2009年にカタールのドーハで開かれた首脳会議においては、アジェンダに盛り込まれ、この構想が検討・議論されることに決まった。